# Leopold Stokowski

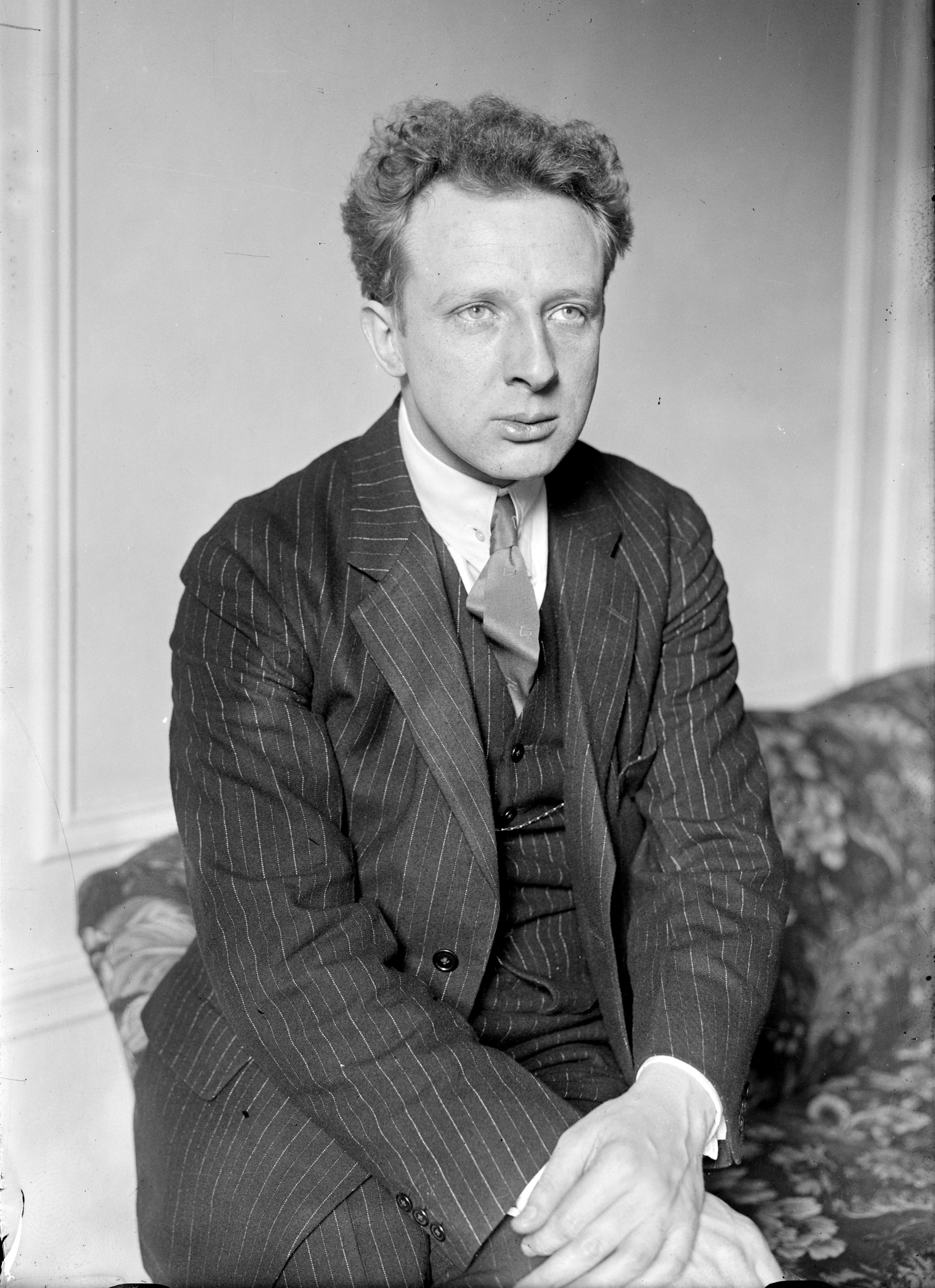
Leopold Stokowski (Bild: George Grantham Bain-Collection)

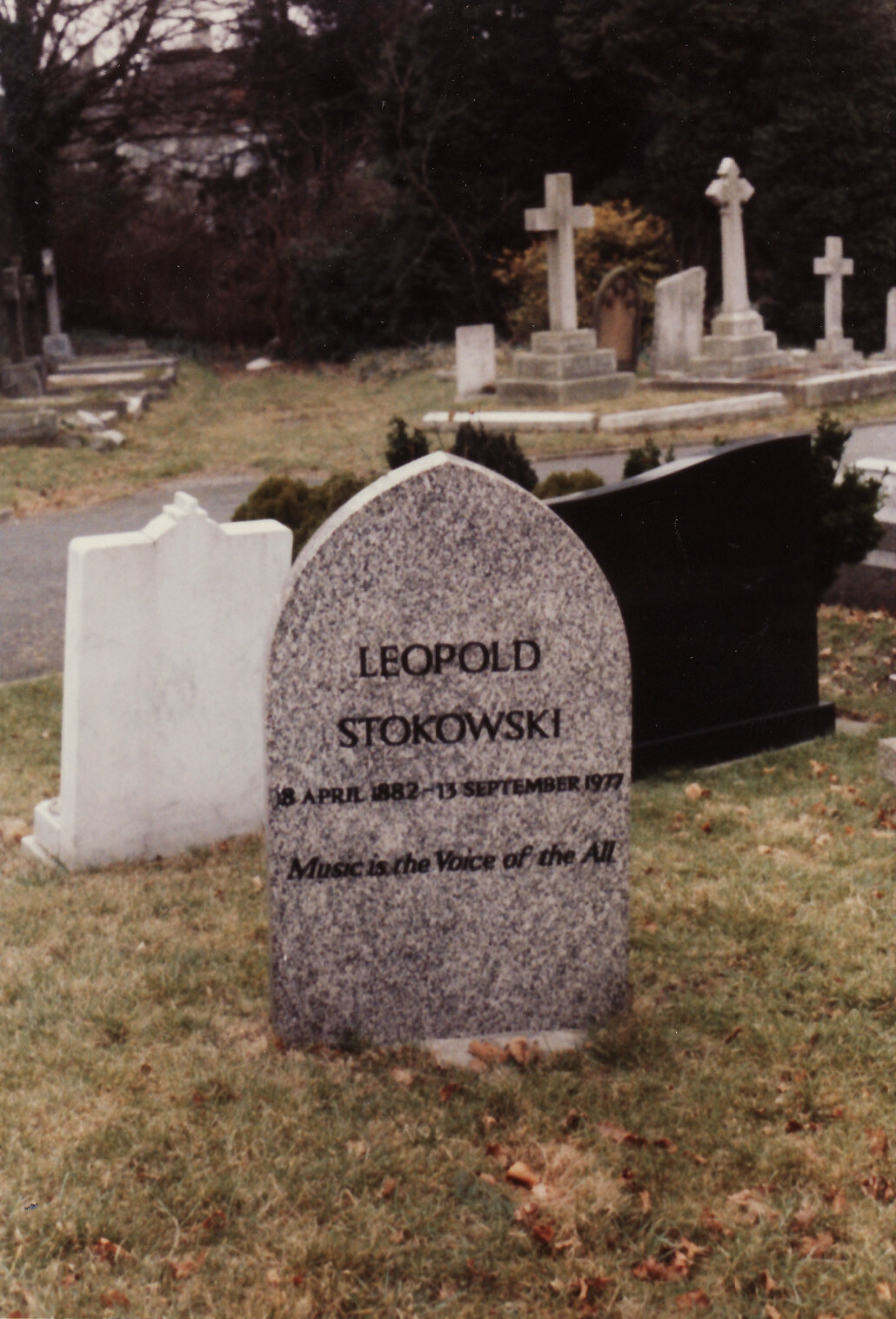
Stokowskis Grab auf dem East Finchley Cemetery

Leopold Anthony Stokowski (* 18. April 1882 in London, England; † 13. September 1977 in Nether Wallop, England) war ein englisch-amerikanischer Dirigent und Arrangeur Klassischer Musik.

## Leben

### Privates
Stokowski machte ein Geheimnis aus seiner Abstammung sowie seinem Geburtsjahr und behauptete u. a., er sei im polnischen Krakau geboren worden. Sein Vater war Pole, seine Mutter Schottin (nicht, wie oft behauptet, Irin). Er wurde nach seinem polnischen Großvater Leopold getauft. 1915 erhielt er die US-amerikanische Staatsbürgerschaft.
Stokowski war dreimal verheiratet, bis 1927 mit der Pianistin und Pädagogin Olga Samaroff, bis 1938 mit Evangeline Johnson, deren Vater zu den Gründern des Pharmakonzerns Johnson & Johnson gehörte und mit der er die beiden Töchter Sadja und Luba hatte, zuletzt mit der Schauspielerin Gloria Laura Vanderbilt. 1937/38 stand er Greta Garbo nahe.
Der deutsche Schauspieler Oliver Stokowski ist sein Urenkel.

### Laufbahn und künstlerisches Wesen
Ursprünglich Organist, wurde Stokowski einer der erfolgreichsten Dirigenten des 20. Jahrhunderts, trotz zahlreicher Auseinandersetzungen mit Orchestervorständen. Er studierte von seinem vierzehnten Lebensjahr an am Royal College of Music in London, u. a. bei Hubert Parry und Charles Villiers Stanford, wurde 1903 Bachelor of Music am Queen’s College in Oxford und vervollständigte seine Ausbildung später in Berlin, München und Paris. Er war in London und New York Organist und Chorleiter und debütierte 1908 in Berlin. Seinen Durchbruch schaffte er 1909 als der Leiter des Cincinnati Symphony Orchestra. Er gab über 7000 Konzerte und leitete dabei mehr als 2.000 Uraufführungen. Für die Verbreitung der Werke von Zeitgenossen setzte er sich ungewöhnlich stark ein.
Zeitlebens machte er sich auch einen Namen als Bearbeiter von Werken u. a. Hector Berlioz’, vor allem aber Johann Sebastian Bachs, z. B. des Liedes Komm, süßer Tod oder der berühmten Toccata und Fuge d-Moll BWV 565 für Orgel, der er im großorchestralen Gewand zu überwältigender Wirkung verhalf. 1969 dirigierte er mit dem Rundfunk-Sinfonieorchester Saarbrücken in einer Fernsehaufzeichnung für das ARD-Programm seine Orchester-Transkription von Bachs Passacaglia und Fuge c-Moll BWV 582.
Als „Klangzauberer“ gefeiert und für seine Eingriffe in den Notentext oder die ursprüngliche Orchesteraufstellung geschmäht, entwickelte er über Jahrzehnte hinweg einen eigenen, sehr typischen Orchesterklang. Dies beruhte darauf, dass er den Orchestermusikern individuelle Freiheiten zugestand, sei es die Bogenführung bei den Streichern oder die Atemeinsätze bei den Bläsern. Er dirigierte freihändig ohne Taktstock, experimentierte mit dramatischen Beleuchtungseffekten und wurde für theatralische Gesten berühmt, etwa wenn er bei gelegentlichen Aufführungen die Partitur auf den Boden warf, um zu zeigen, dass er sie nicht benötigte. Durch seine Mitwirkung in Walt Disneys Film Fantasia wurde er zur Legende.
Der Pianist Glenn Gould bezeichnete Stokowski als einen der wenigen Dirigenten, die er bewunderte, und zeichnete Ludwig van Beethovens 5. Klavierkonzert mit ihm auf.
Zum Thema „Was ist eigentlich ein Dirigent?“ bemerkte er einmal: Warum Dirigenten und Generäle so alt werden? Vielleicht liegt es am Vergnügen, anderen seinen Willen aufzuzwingen.

### Tonaufnahmen
Stokowski schuf zwischen 1917 und 1977 über 700 Tonaufnahmen und beeinflusste u. a. in der Stereophonie und bei Aufnahmen auf Langspielplatte technische Entwicklungen mit.

### Nachleben
1979 wurde die Leopold Stokowski Society gegründet. Sie hat es sich zur Aufgabe gemacht, die Erinnerung an Stokowskis Lebenswerk wachzuhalten sowie seine zahlreichen Musikaufnahmen zu bewahren und wiederzuveröffentlichen.

## Ehrungen
1927 wurde er von der Londoner Royal Philharmonic Society mit der Ehrenmitgliedschaft geehrt. 1977 wurde er für seine Leistungen um die Musik mit dem Grammy Trustees Award ausgezeichnet, gemeinsam mit Thomas Edison.

## Filmauftritte
- 1936: The Big Broadcast of 1937
- 1937: 100 Mann und ein Mädchen
- 1940: Fantasia
- 1947: Carnegie Hall
- 1999: Fantasia 2000; es wurde eine Sequenz aus Fantasia 1940 („Der Zauberlehrling“ mit Micky Maus als Hauptdarsteller) wiederholt

## Schriften (Auswahl)
- Music For All of Us. Simon & Schuster, New York 1943, OCLC 470513890.